# Titularbistum Calama
Calama ist ein Titularbistum der römisch-katholischen Kirche.
Die in Nordafrika gelegene Stadt (das heutige Guelma) war ein alter römischer Bischofssitz, der im 7. Jahrhundert mit der islamischen Expansion unterging. Er lag in der römischen Provinz Numidien.
Einer der hier wirkenden Amtsträger war im ersten Viertel des fünften Jahrhunderts Possidius, Bischof von Calama – Schüler, Wegbegleiter und Biograph des Augustinus von Hippo.
| Titularbischöfe von Calama |                                                      | |                    |                   |
| Nr.                        | Name                                                 | Amt | von                | bis               |
| 1                          | Stefan Antonin Mdzewski OP                           | Weihbischof in Luzk (Ukraine) und Gnesen (Polen); 1703 weihbischöfliche Handlungen in Breslau (Königreich Böhmen) | 11. Januar 1690    | 16. Mai 1718      |
| 2                          | Giorgio Antonio Vareschi OCD                         | Apostolischer Koadjutorvikar von Malabar / Apostolischer Vikar von Idalcan, Golcondae und Groß Mogul (Indien)     | 14. September 1764 | 6. Januar 1785    |
| 3                          | Adrian Butrymowicz                                   | Weihbischof in Kiew (Ukraine)                                                                                     | 13. Januar 1792    | 1802              |
| 4                          | José Calixto Orihuela Valderrama OESA                | Weihbischof in Cuzco (Peru)                                                                                       | 29. März 1819      | 27. Juni 1821     |
| 5                          | Clemens August Droste zu Vischering                  | Weihbischof in Münster (Deutschland)                                                                              | 9. April 1827      | 1. Februar 1836   |
| 6                          | Luigi Maria di Santa Teresa OCD (Ferdinando Fortini) | Apostolischer Koadjutorvikar von Bombay / Apostolischer Vikar von Bombay (Indien)                                 | 8. August 1837     | 5. Januar 1848    |
| 7                          | Louis-Marie Pineau MEP                               | Apostolischer Vikar von Southern Tonking (Vietnam)                                                                | 21. Mai 1886       | 14. Januar 1921   |
| 8                          | Martino Chiolino PIME                                | Apostolischer Vikar von Northern Honan (China)                                                                    | 10. März 1921      | 19. April 1948    |
| 9                          | Eugène-Joseph-Hubert Lebouille CM                    | emeritierter Bischof von Yüngping (China)                                                                         | 6. März 1948       | 27. Mai 1957      |
| 10                         | René Toussaint OMI                                   | Apostolischer Vikar von Idiofa (Demokratische Republik Kongo)                                                     | 16. Januar 1958    | 10. November 1959 |
| 11                         | Henri-Marie-Charles Gufflet                          | Koadjutorbischof von Limoges (Frankreich)                                                                         | 16. Dezember 1959  | 7. April 1966     |
| 12                         | Jean Hengen                                          | Koadjutorbischof von Luxemburg (Luxemburg)                                                                        | 8. April 1967      | 13. Februar 1971  |
| 13                         | Jožef Kvas                                           | Weihbischof in Ljubljana (Slowenien)                                                                              | 13. Mai 1983       | 29. Dezember 2005 |
| 14                         | José Daniel Falla Robles                             | Weihbischof in Cali (Kolumbien)                                                                                   | 15. April 2009     | 29. Juni 2016     |
| 15                         | Paulo Alves Romão                                    | Weihbischof in São Sebastião do Rio de Janeiro (Brasilien)                                                        | 7. Dezember 2016   | 20. August 2025   |